# Флаг Малоярославецкого района
Флаг муниципального района «Малояросла́вецкий район» Калужской области Российской Федерации — опознавательно-правовой знак, служащий официальным символом муниципального образования.
Флаг утверждён 25 апреля 2012 года и 2 июля 2012 года внесён в Государственный геральдический регистр Российской Федерации с присвоением регистрационного номера 7729.
Флаг Малоярославецкого района отражает исторические, культурные, социально-экономические, национальные и иные местные традиции.

## Описание
«Прямоугольное полотнище с отношением ширины к длине 2:3, состоящее из двух равных горизонтальных полос белой и жёлтой; по периметру полотнища красная зубчатая кайма (габаритной шириной в 1/9 ширины полотнища); посередине, на фоне клиньев, расположено изображение чёрного медведя, несущего красную алебарду».

## Обоснование символики
Центр муниципального района — город Малоярославец, один из старейших городов Калужской области, основанный в конце XIV века.
Территория современного муниципального района формировалась на протяжении многих лет. Первоначально во второй половине XV века при князе Михаиле Андреевиче Верейском начал сформироваться Ярославецкий уезд, в который вошли земли, бывшие прежде во владении рязанских и московских князей. На протяжении нескольких веков формировались структура земель вокруг Малоярославца. Сформированный к XVII веку уезд был значительно изменен в XVIII веке при Генеральном межевании в ходе административно-территориальных реформ Екатерины II. Границы современного района близки к границам «екатерининского уезда». Сложившаяся взаимосвязь города и окружающих его земель, общность экономических интересов, единая история нашли своё отражение и на флаге. В основе композиции флага Малоярославецкого района взят исторический герб города Малоярославца, Высочайше утверждённый 10 (21) марта 1777 года. Описание исторического герба гласит: «Древний град Ярославль, имеющий в гербе своем медведя, подает причину и сему такой же герб предписать, с отличием однако, что в сем медведь есть на серебряном поле, и щит окружен багряною зубцоватою опушкою».
Символика деления полотнища на белые и жёлтые части многозначна:
— деление полотнища образно отражает то, что район занимает выгодное географическое положение и расположен в месте пересечения крупнейших транспортных магистралей;
— жёлтые и белые части (поля) аллегорически показывают, что на протяжении многих лет Малоярославецкий район сохраняет промышленно-сельскохозяйственную специализацию. Здесь не только выращивают разнообразные культуры, но и занимаются сохранением и переработкой урожая.
Жёлтый цвет (золото) — символ урожая, богатства, стабильности, уважения, интеллекта.
Белый цвет (серебро) — символ чистоты, совершенства, мира и взаимопонимания.
Красный цвет — символ мужества, силы, труда, красоты и праздника.
Чёрный цвет — символ плодородия, мудрости, скромности.

## См. также

Флаги муниципальных образований Малоярославецкого района
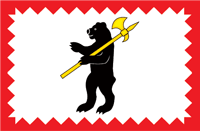
городское поселение «Город Малоярославец»
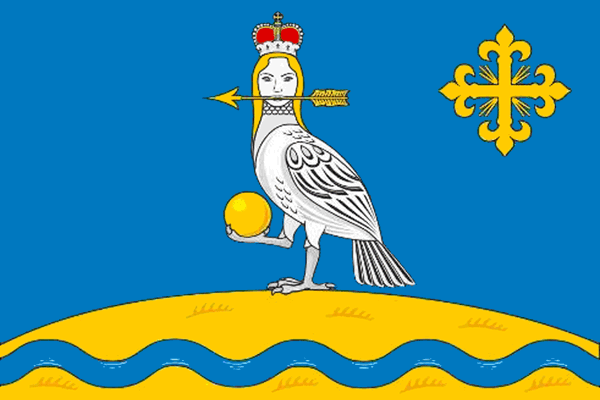
сельское поселение «Село Спас-Загорье»
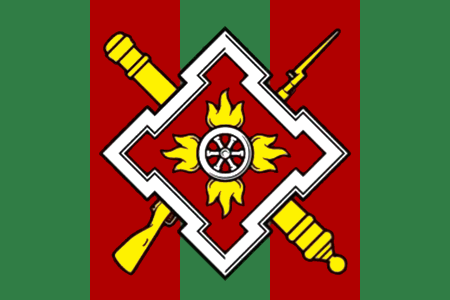
Сельское поселение «Село Ильинское» (Малоярославецкий район)